# Santanópolis
Santanópolis es un municipio brasileño del estado de Bahía. Su población estimada en 2004 era de 8.292 habitantes.